# Coupe du monde d'escalade de 2025
Navigation
36e édition 38e édition
La coupe du monde d'escalade de 2025 est la 37e édition de la coupe du monde d'escalade. En 2025, cette série d'épreuves débute le 18 avril et se termine le 6 septembre. Cette compétition compte quatorze étapes comprenant six épreuves de difficulté, six épreuves de bloc et six épreuves de vitesse.

## Organisation
En septembre 2024, l'IFSC a dévoilé le calendrier de la 37e édition de la Coupe du monde d'escalade. Cette saison marque une première historique avec une étape organisée en Amérique du Sud, à Curitiba, au mois de mai. La Coupe du monde fait également ses débuts dans trois nouvelles villes : Bali, Denver et Krakow.

## Format de compétition et classement
Lors de chaque étape, les trois meilleurs grimpeurs de chaque catégorie reçoivent une médaille (or, argent et bronze) ainsi qu’un cadeau offert par le pays hôte.
Les athlètes accumulent des points en fonction de leur classement à chaque étape : 1000 points pour le premier, 805 pour le deuxième, et 690 pour le troisième (voir tableau ci-dessous). À l’issue des six étapes, les trois grimpeurs ayant cumulé le plus de points se verront remettre un trophée ainsi que le titre de champion du monde.
| Classement de l'étape | Points reçu |
| --------------------- | ----------- |
| 1er                   | 1000 pts    |
| 2ème                  | 805 pts     |
| 3ème                  | 690 pts     |
| 4ème                  | 610 pts     |
| 5ème                  | 545 pts     |
| 6ème                  | 495 pts     |
| 7ème                  | 455 pts     |
| 8ème                  | 415 pts     |
| 9ème                  | 380 pts     |
| 10ème à 19ème         | 350 pts     |

À partir de 2025, chaque nation est limitée à six participants par catégorie (hommes/femmes) et par discipline (bloc, difficulté, vitesse), afin de favoriser une représentation plus large des pays.
L’IFSC a annoncé une série de modifications concernant le format des compétitions. Désormais, les épreuves de bloc et de difficulté accueilleront 24 grimpeurs en demi-finale et 8 en finale. Jusqu’à présent, 26 athlètes participaient aux demi-finales de difficulté, tandis que seules 6 places étaient disponibles pour les finales de bloc.
Autre nouveauté : les finales de bloc verront plusieurs athlètes évoluer simultanément sur le mur, modifiant ainsi la dynamique habituelle de l’épreuve.
Enfin, un nouveau système de notation est mis en place pour le bloc. Chaque problème pourra rapporter jusqu’à 25 points pour un top et 10 points pour une zone, avec une pénalité de 0,1 point par tentative manquée.

## Diffusion
L'ensemble des étapes sont diffusées en Français sur Bein Sport (chaîne payante).
La diffusion est également disponible gratuitement sur la chaîne Youtube officielle de l'IFSC en Anglais (mais cela nécessite un VPN pour se localiser aux États-Unis).

L'ensemble des étapes de vitesse sont diffusées. Concernant la Difficulté et le Bloc, seulement les Demi-Finales et Finales sont diffusées.

Pour permettre à tout le monde de regarder librement les diffusions, nous avons mit en place un serveur discord sur lequel vous pourrez regarder/partager la compétition en direct.
Voici le lien pour rejoindre le serveur :
https://discord.gg/mk7aa4VGHS

## Classement général
- Ce classement est provisoire étant donné que la saison est toujours en cours (dernière mise à jour à la suite de l'étape de Chamonix)

| Catégories | Or                  | Or            | Argent         | Argent        | Bronze                      | Bronze      |
| ---------- | ------------------- | ------------- | -------------- | ------------- | --------------------------- | ----------- |
| Difficulté | Alberto Ginés López | 3680 points   | Satone Yoshida | 3520 points   | Sorato Anraku               | 3145 points |
| Difficulté | Erin McNeice        | 3892.5 points | Seo Chae-hyun  | 3657.5 points | Laura Rogora                | 3210 points |
| Bloc       | Sorato Anraku       | 5300 points   | Mejdi Schalck  | 4155 points   | Sohta Amagasa               | 3240 points |
| Bloc       | Oriane Bertone      | 4375 points   | Mao Nakamura   | 3480 points   | Annie Sanders (en)          | 3290 points |
| Vitesse    | Kiromal Katibin     | 3565 points   | Samuel Watson  | 3304 points   | Jianquo Long                | 2820 points |
| Vitesse    | Aleksandra Miroslaw | 3185 points   | Emma Hunt      | 3105 points   | Desak Made Rita Kusama Dewi | 2895 points |

## Étapes
| Dates                               | Lieu             | Difficulté | Bloc     | Vitesse  |
| ----------------------------------- | ---------------- | ---------- | -------- | -------- |
| 18 avril 2025-20 avril 2025         | Shaoxing         | -          | X        | -        |
| 25 avril 2025-27 avril 2025         | Wujiang          | X          | -        | X        |
| 2 mai 2025-4 mai 2025               | Bali             | X          | -        | X        |
| 16 mai 2025-18 mai 2025             | Curitiba         | -          | X        | -        |
| 23 mai 2025-25 mai 2025             | Salt Lake City   | -          | X        | -        |
| 31 mai 2025-1er juin 2025           | Denver           | -          | -        | X        |
| 6 juin 2025-8 juin 2025             | Prague           | -          | X        | -        |
| 13 juin 2025-15 juin 2025           | Bern             | -          | X        | -        |
| 25 juin 2025-29 juin 2025           | Innsbruck        | X          | X        | -        |
| 5 juillet 2025-6 juillet 2025       | Krakow           | -          | -        | X        |
| 11 juillet 2025-13 juillet 2025     | Chamonix         | X          | -        | X        |
| 18 juillet 2025-19 juillet 2025     | Madrid           | X          | -        | -        |
| 5 septembre 2025-6 septembre 2025   | Koper (Slovénie) | X          | -        | -        |
| 12 septembre 2025-13 septembre 2025 | Guiyang          | -          | -        | X        |
| Total : 14 étapes                   |                  | 6 étapes   | 6 étapes | 6 étapes |

L’étape de Klagenfurt (Autriche), prévue les 26 et 27 juillet pour être la 6e et dernière étape de la Coupe du monde d’escalade de vitesse, est annulée en raison du retrait d’un sponsor. La Fédération internationale (IFSC) est à la recherche d’une autre ville pour accueillir l’événement,.
La 6ème étape de vitesse qui devait de base se dérouler à Klagenfurt se déroulera finalement à Guiyang en Chine (3ème étape dans ce pays) les 12 et 13 Septembre 2025

## Podiums des étapes

### Difficulté

#### Hommes
| Étapes      | Lieu                 | Or             | Argent              | Bronze              |
| ----------- | -------------------- | -------------- | ------------------- | ------------------- |
| 27 avril    | Wujiang (Chine)      | Sorato Anraku  | Neo Suzuki          | Alberto Ginés López |
| 4 mai       | Bali (Indonésie)     | Satone Yoshida | Max Bertone         | Alberto Ginés López |
| 29 juin     | Innsbruck (Autriche) | Neo Suzuki     | Toby Roberts        | Alberto Ginés López |
| 13 juillet  | Chamonix (France)    | Sorato Anraku  | Alberto Ginés López | Filip Schenk        |
| 19 juillet  | Madrid (Espagne)     | Dohyun Lee     | Alberto Ginés López | Satone Yoshida      |
| 6 septembre | Koper (Slovénie))    | ???            | ???                 | ???                 |

#### Femmes
| Étapes      | Lieu                 | Or                         | Argent                   | Bronze             |
| ----------- | -------------------- | -------------------------- | ------------------------ | ------------------ |
| 27 avril    | Wujiang (Chine)      | Erin McNeice Seo Chae-hyun | Pas de médaille d'argent | Annie Sanders (en) |
| 4 mai       | Bali (Indonésie)     | Erin McNeice               | Seo Chae-hyun            | Ai Mori            |
| 29 juin     | Innsbruck (Autriche) | Janja Garnbret             | Laura Rogora             | Erin McNeice       |
| 13 juillet  | Chamonix (France)    | Seo Chae-hyun              | Annie Sanders (en)       | Erin McNeice       |
| 19 juillet  | Madrid (Espagne)     | Annie Sanders (en)         | Laura Rogora             | Brooke Raboutou    |
| 6 septembre | Koper (Slovénie))    | ???                        | ???                      | ???                |

### Bloc

#### Hommes
| Étapes   | Lieu                                   | Or            | Argent        | Bronze               |
| -------- | -------------------------------------- | ------------- | ------------- | -------------------- |
| 20 avril | Shaoxing (Chine)                       | Sorato Anraku | Dohyun Lee    | Meichi Narasaki (en) |
| 17 mai   | Curitiba (Brésil)                      | Sorato Anraku | Mejdi Schalck | Tomoa Narasaki       |
| 25 mai   | Salt Lake City (États-Unis d'Amérique) | Sorato Anraku | Sohta Amagasa | Dohyun Lee           |
| 7 juin   | Prague (République Tchèque)            | Mejdi Schalck | Sorato Anraku | Samuel Richard       |
| 15 juin  | Bern (Suisse)                          | Yufei Pan     | Mejdi Schalck | Sorato Anraku        |
| 26 juin  | Innsbruck (Autriche)                   | Toby Roberts  | Sorato Anraku | Hannes Van Duysen    |

#### Femmes
| Étapes   | Lieu                                   | Or                 | Argent             | Bronze             |
| -------- | -------------------------------------- | ------------------ | ------------------ | ------------------ |
| 19 avril | Shaoxing (Chine)                       | Annie Sanders (en) | Oriane Bertone     | Erin McNeice       |
| 18 mai   | Curitiba (Brésil)                      | Naïlé Meignan      | Oriane Bertone     | Camilla Moroni     |
| 24 mai   | Salt Lake City (États-Unis d'Amérique) | Mao Nakamura       | Zélia Avezou       | Annie Sanders (en) |
| 8 juin   | Prague (République Tchèque)            | Oriane Bertone     | Agathe Calliet     | Melody Sekikawa    |
| 15 juin  | Bern (Suisse)                          | Erin McNeice       | Annie Sanders (en) | Miho Nonaka        |
| 27 juin  | Innsbruck (Autriche)                   | Janja Garnbret     | Oriane Bertone     | Anon Matsufuji     |

### Vitesse

#### Hommes
| Étapes     | Lieu                           | Or                 | Argent             | Bronze          |
| ---------- | ------------------------------ | ------------------ | ------------------ | --------------- |
| 26 avril   | Wujiang (Chine)                | Jianguo Long       | Hryhorii Ilchyshyn | Kiromal Katibin |
| 4 mai      | Bali (Indonésie)               | Samuel Watson      | Ryo Omasa          | Kiromal Katibin |
| 1er juin   | Denver (États-Unis d'Amérique) | Kiromal Katibin    | Zach Hammer        | Samuel Watson   |
| 6 juillet  | Krakow (Pologne)               | Raharjati Nursamba | Kiromal Katibin    | Ryo Omasa       |
| 13 juillet | Chamonix (France)              | Samuel Watson      | Amir Maimuratov    | Zach Hammer     |
| juillet    | ???                            | ???                | ???                | ???             |

#### Femmes
| Étapes     | Lieu                           | Or                          | Argent                      | Bronze              |
| ---------- | ------------------------------ | --------------------------- | --------------------------- | ------------------- |
| 26 avril   | Wujiang (Chine)                | Shaoqin Zhang               | Jimin Jeong                 | Lijuan Deng         |
| 4 mai      | Bali (Indonésie)               | Aleksandra Miroslaw         | Yafei Zhou                  | Adi Asih Kadek      |
| 1er juin   | Denver (États-Unis d'Amérique) | Emma Hunt                   | Natalia Kalucka             | Lijuan Deng         |
| 6 juillet  | Krakow (Pologne)               | Desak Made Rita Kusama Dewi | Emma Hunt                   | Aleksandra Miroslaw |
| 13 juillet | Chamonix (France)              | Aleksandra Miroslaw         | Desak Made Rita Kusama Dewi | Emma Hunt           |
| juillet    | ???                            | ???                         | ???                         | ???                 |

## Remarques des différentes Étapes

### Difficulté Femmes

#### Wujiang
Le 27 Avril 2025, durant la finale féminine, la grimpeuse sud-coréenne Seo Chae-hyun et la grimpeuse anglaise Erin McNeice atteignent la même prise avec le même chrono (4.26), elles se partagent donc la médaille d'or de la première étape de difficulté de l'année

#### Madrid
À la suite de 5 étapes de bataille, Annie Sander obtient finalement sa toute première médaille d'or à 19 ans. Ce qui fait d'elle la toute première américaine a obtenir l'or dans les deux disciplines (bloc et difficulté).

### Bloc Hommes

#### Pragues
Le grimpeur français Samuel Richard participe ce week-end à sa première étape de coupe du monde à l'âge de 17ans. Après une finale haute en couleur, il obtient la médaille de Bronze avec 3 tops. Juste derrière Sorato Anraku en Argent et Mejdi Schalck en Or avec 4 tops.

#### Innsbruck
Après une saison très compliquée pour Toby Roberts (syndrome de l'imposteur suite à sa médaille d'Or aux JO de Paris. Il finit par accéder à sa première finale de la saison et à débloquer sa grimper, ce qui lui permet d'obtenir la médaille d'or devant Sorato Anraku.

### Bloc Femmes

#### Salt Lake City
Le 24 Mai lors de la finale de bloc à Salt Lake City, Zélia Avezou, Annie Sander et Oriane Bertone ont toutes les 3 flash les blocs 1 et 2, et flash la zone des blocs 3 et 4. Elles terminent toutes avec un score de 70pts. Le classement se fait donc par rapport aux points de la demi finale (100pts pour Zélia, 99.7pts pour Annie et 84.7pts pour Oriane)

#### Pragues
Le finale de la 4ème étape de bloc à Prague (8 Juin) a dû être annulée à cause des conditions météorologiques. par conséquent, les médailles ont été attribuées par rapport au classement de la demi-finale. Oriane Bertone obtient donc sa seconde médaille d'or (une nouvelle fois à Pragues), Agathe et Melody obtiennent quant à elles leurs premières médailles sur le circuit international !

### Tableau des médailles
| Rang  | Nation | Or | Argent | Bronze | Total |
| ----- | ------ | -- | ------ | ------ | ----- |
| 1     |        | 8  | 5      | 9      | 22    |
| 2     |        | 5  | 4      | 6      | 15    |
| 3     |        | 4  | 1      | 3      | 8     |
| 4     |        | 3  | 8      | 1      | 12    |
| 5     |        | 3  | 3      | 1      | 7     |
| 6     |        | 3  | 2      | 3      | 8     |
| 7     |        | 3  | 1      | 2      | 6     |
| 8     |        | 2  | 1      | 1      | 4     |
| 9     |        | 2  | 0      | 0      | 2     |
| 10    |        | 0  | 2      | 3      | 5     |
| 11    |        | 0  | 2      | 2      | 4     |
| 12    |        | 0  | 1      | 0      | 0     |
| 12    |        | 0  | 1      | 0      | 0     |
| 14    |        | 0  | 0      | 1      | 1     |
| Total | Total  | 33 | 31     | 32     | 96    |